# جون ويكليف
جون ويكليف (1328 - 31 ديسمبر 1384) فيلسوف مدرسي إنجليزي، ومصلح مسيحي، وكاهن، وأستاذ في علم اللاهوت في جامعة أكسفورد. يُعتقد تقليديًا أن ويكليف قد دافع عن ترجمة الفولجاتا للكتاب المقدس أو قام بترجمتها العامية (إلى اللغة الإنجليزية الوسطى)، على الرغم من أن الدراسات الحديثة قد قللت من مدى تأييده أو مشاركته لعدم وجود أدلة معاصرة مباشرة.
أصبح ويكليف منشقًا مؤثرًا داخل الكهنوت الكاثوليكي خلال القرن الرابع عشر، وغالبًا ما يُعتبر سلفًا مهمًا للبروتستانتية. كانت نظريته عن السيادة تعني أن الأفراد الذين يرتكبون خطيئة مميتة لا يحق لهم ممارسة السلطة في الكنيسة أو الدولة، ولا امتلاك الممتلكات. أصر ويكليف على أن يعيش رجال الدين في حالة من البساطة الشديدة إذ لا ينبغي لهم أن يجمعوا الثروة بل يجب عليهم بدلاً من ذلك أن يعيشوا بشكل متواضع ويركزوا على واجباتهم الروحية وخدمة المجتمع. وُصف ويكليف بأنه "نجمة المساء" في الفلسفة المدرسية ونجمة الصباح (أو ستيلا ماتوتينا) في الإصلاح الإنجليزي.
تبنى بعض أتباع ويكليف اللاحقين الذين أطلق عليهم معاصروهم الأرثوذكس في القرنين الخامس عشر والسادس عشر اسم "لولاردز" كنوع من الازدراء عددًا من المعتقدات المنسوبة إلى ويكليف مثل الفضائل اللاهوتية [الإنجليزية]، والأقدار، وتحطيم الأيقونات، وفكرة القيصرية البابوية، مع تشكيك البعض في تبجيل القديسين، الأسرار المقدسة، قداسات القداس، الاستحالة الجوهرية، الرهبنة، وشرعية أو دور البابوية. أثرت كتابات ويكليف باللغة اللاتينية بشكل كبير على فلسفة وتعليم المصلح التشيكي يان هوس (حوالي 1369–1415).
ثارت الكنيسة عليه ومنعت نشر الكتاب لاحقاً. آمن ويكليف بأن سلطة الكتاب المقدس هي فوق كل سلطة أخرى. وبعد موته أدين بالهرطقة، وأحرقت كتبه بل وحتى عظامه أخرجت من القبر وأحرقت بأمر من البابا.